# Lawrence Grossberg
Lawrence Grossberg (3 december 1947) is een Amerikaans hoogleraar culturele studies, die bekend is door zijn onderzoek naar cultuur en communicatie.  Hij  publiceert over de onmenselijke richting, waarin de wereld zich vanaf de jaren vijftig begeeft. Ook zoekt hij naar de reden, waarom progressieve krachten niet in staat zijn om politieke verandering tot stand te brengen. Grossbergs weet het antwoord: Bad stories make bad politics.

Hij staat internationaal hoog aangeschreven en zijn werk is in achttien talen uitgebracht. 

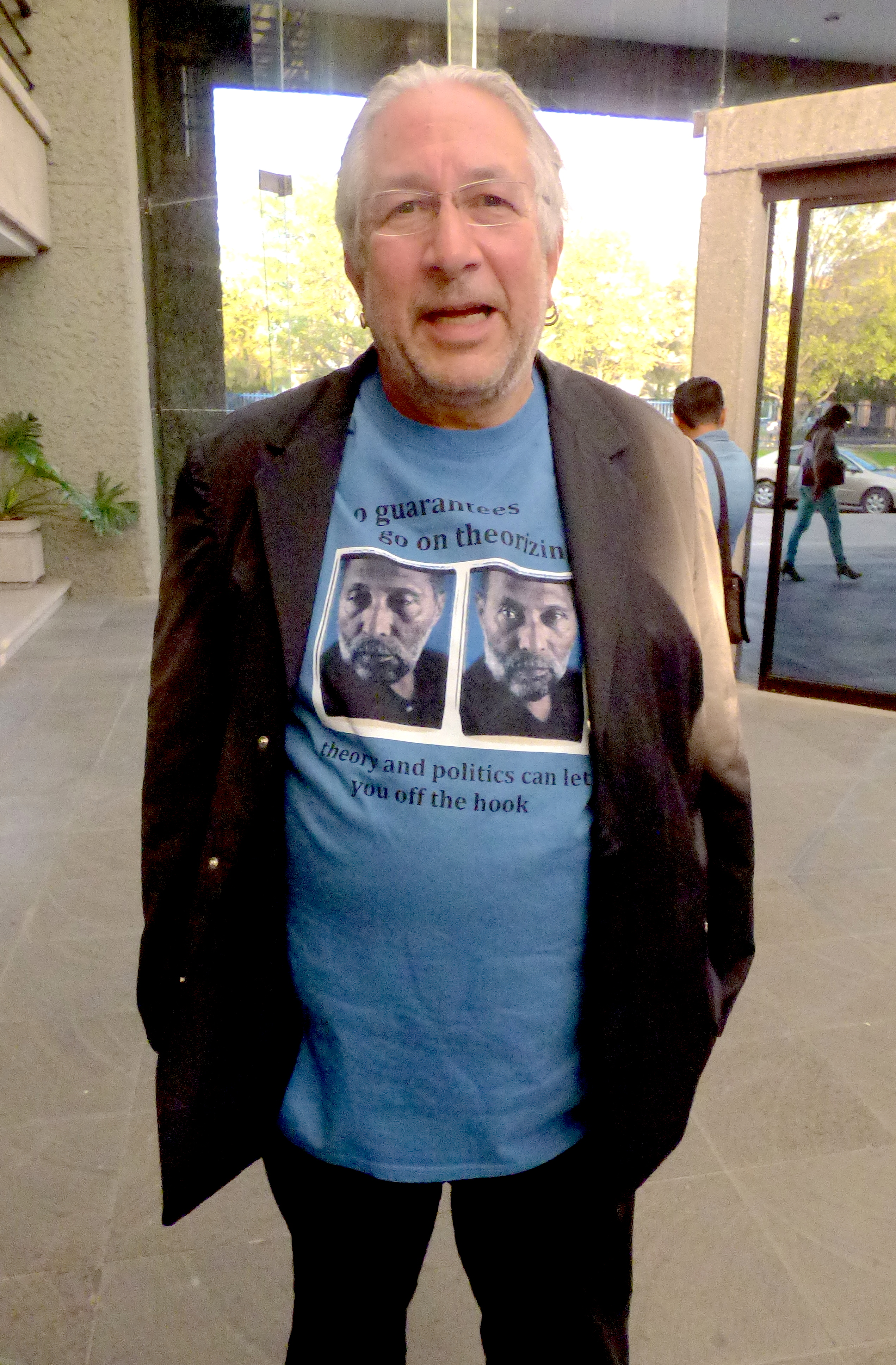
Lawrence Grossberg

## Culturele studies
Culturele studies (in het Engels cultural studies)  is een onderzoeksstroming van Engelse oorsprong op het kruispunt van sociologie, culturele antropologie, filosofie, etnologie en kunst. Met deze veelheid aan studies en een kritische houding is de student in staat om bruikbare oplossingen te vinden voor maatschappelijke problemen. Het begrip culturele studies is in het Nederlandse taalgebied niet bekend, maar valt wel grotendeels samen met  cultuurwetenschappen.

## Biografie
Grossberg groeide op in Brooklyn en 1968 studeerde cum laude af in geschiedenis en filosofie aan de Universiteit van Rochester. In de jaren zestig hield hij zich actief met politiek bezig en bovendien was hij dienstplichtig. Het leek hem daarom beter de VS te verlaten. Dankzij een beurs kon hij gaan studeren aan het Centre for Contemporary Cultural Studies (CCCS) van de Universiteit van Birmingham. De directeur van dit instituut was de socioloog Stuart Hall , een man die Grossberg omschrijft als zijn geestelijke vader.
Zijn korte verblijf in Engeland vormde zijn blik op de wereld. De jonge Grossberg verdiepte zijn kennis over culturele studies  en schreef er in 1992 een naslagwerk over.
Na twee jaar keerde hij terug naar de Verenigde Staten om communicatiewetenschappen te gaan studeren en behaalde in 1976 een PhD in speech communication, wat informatieoverdracht aan een groot publiek betekent .
Grossberg doceerde korte tijd aan de Purdue-universiteit, maar keerde daarna terug naar de Universiteit van Illinois, waar hij in 1990 benoemd werd tot hoogleraar en hij is nog steeds actief als universiteitshoogleraar aan de Universiteit van North Carolina.

## De maatschappij in crisis
Volgens prof.Grossberg verkeert de huidige maatschappij in een crisis. Mensen denken regelmatig dat het nog nooit zo slecht is geweest als nu.
Overigens kent de geschiedenis vele periodes, die getekend worden door angst voor verlies van controle en onzekerheid over het bestaan. Zoals het tijdperk voor en na de Tweede Wereldoorlog.  Tot 1940 domineert het Westerse gedachtegoed de hele wereld. Descartes, Hume en Hegel dienen als rechtvaardiging voor de status quo.
Maar na de oorlog wankelt het postkoloniale, kapitalistische systeem, constateert Grossberg. De overzichtelijke driedeling van de wereld is aan het verdwijnen. Niet langer zijn er scheidslijnen tussen de kapitalistische, communistische en niet-gebonden landen aan te geven. De communistische wereld is niet meer communistisch, maar vertoont mengvormen met het kapitalisme. Het systeem van economische ordening, zoals vastgelegd tijdens de Conferentie van Bretton Woods wankelt. Internationale organisaties, zoals de WTO en het IMF, lijken steeds minder effectief.
De natiestaat verkeert eveneens in crisis, betoogt Grossberg. De uitdagingen van deze tijd overstijgen de landsgrenzen. Tegelijkertijd worden regionale verschillen uitvergroot. In de Verenigde Staten ziet hij begrippen als southener en westerner weer opkomen, als regionale identiteit. Ook het begrip nationale identiteit is aan erosie onderhevig. Men weet niet meer, wat het is of zou moeten zijn.  Zonder identiteit is er geen mogelijkheid tot verbinding en identificatie met het grotere geheel.
Ten slotte is er ook sprake van een culturele crisis. Er is, volgens Grossberg, een teveel aan cultuur. Streamingdiensten, zoals Apple Music, bieden 10 miljoen songs aan en maken het onmogelijk om een keuze te maken. Hetzelfde geldt voor t.v., films en sociale media. Het is een chaos van stemmen, meningen, informatie en desinformatie. Autoritaire krachten maken gebruik van deze verwarring. Aanvallen op scholen, universiteiten en andere academische instellingen zijn het gevolg.

## Het falen van links
Tijdens zijn verblijf in Birmingham verrichte Grossberg een studie naar het Thatcherisme en op grond hiervan komt hij tot de conclusie dat links  maar één soort politiek bedrijft. Het ziet zichzelf als de intellectuele voorhoede en bestempelt de meeste mensen als dom, omdat zij hun plek in de wereld niet kennen, aldus de hoogleraar:
"Links wil het volk de weg wijzen. Zoals ook de leiding van de Communistische Partij van de Sovjet-Unie  zich als voorhoede zag. Wij kennen de Waarheid en weten de weg naar Het Beloofde Land, maar dan moeten ze wel doen, wat wij zeggen."
Het populisme in de Verenigde Staten (en andere landen) doet dezelfde claims. Maar populisten zeggen niet dat gewone mensen dom zijn, integendeel, mensen met een modaal inkomen kennen de waarheid. Populisten moeten dus doen wat gewone mensen willen, of net doen alsof. Op deze manier zijn de mensen voor de strijd te mobiliseren.

## Verbinding leggen
De vorming van onderlinge verbanden vormen de basis van de sociale werkelijkheid, volgens de theorie van Arturo Escobar.
Relaties worden aangegaan, verbroken en opnieuw aangeknoopt, zo leert de geschiedenis. Bijvoorbeeld de arbeidersklasse was oorspronkelijk antikapitalistisch en stemde doorgaans links. Maar Reagan en Thatcher hebben de binding tussen de linker flank en de werkende klasse verbroken. Progressief Amerika verloor de aansluiting met de gewone werknemers  en de middenklasse gaf haar stem aan Donald Trump. Grossberg schreef er een boek over, Under the cover of chaos: Trump and the battle for American Right.
In de visie van Grossberg zou populaire politiek (dus gericht op de bevolking) begrip ervoor moeten hebben, dat gewone mensen, met hun beperkte middelen, alleen maar verlangen naar een fatsoenlijk bestaan. Daar moet een partij/beweging zich voor inzetten en hun situatie verbeteren.

## Oplossingen
Ideeën doen er toe, zegt Grossberg, maar grijp niet naar voor de hand liggende oplossingen. De vraag moet zijn,  wat er werkelijk gaande is en op deze manier tot menselijker strategieën te komen. Door te denken, te bevragen, oude praktijken tegen het licht te houden en nieuwe uit te proberen:
"Kritiek leveren louter om het kritisch zijn heeft geen zin. Labels geven aan de media dat ze racistisch zijn, staten nationalistisch, het patriarchaat  nog steeds de wereld beheerst, kolonialistisch gedrag, kortom alles waarvan je denkt dat het niet deugt op deze manier te bekijken, is nutteloos."
Kritiek is, volgens Grossberg, vraagtekens te zetten bij alles wat vanzelfsprekend lijkt te zijn. Zoeken naar voorwaarden/mogelijkheden om de huidige praktijk te veranderen. Of iets goed of slecht is is niet de belangrijkste vraag. Het is eerder van belang om te onderzoeken welke krachten er achter de (sociale) realiteit schuil gaan. Welke houden ze in stand en bepalen het maatschappelijk evenwicht. Een poging om, zoals Deleuze het verwoordt, de chaos te ordenen.
De wereld is, zegt Grossberg, geen vaststaand gegeven, maar een schepping van de mens. Wij zelf maken de geschiedenis. De waarheid hangt af van de context en de gereedschappen die we gebruiken om de context te veranderen. Vaak krijgt hij het verwijt dat hij ieder probleem zo gecompliceerd maakt. Hij antwoordt daarop dat anderen net doen alsof het allemaal zo eenvoudig is.
Het voordeel is, dat wanneer de ingewikkeldheid ontwart is, er duidelijkheid en ordening ontstaat. De mens is van nature hybride. Het besef dat hij zo ingewikkeld in elkaar zit, maakt dat hij zich als individu blijft ontwikkelen. Ook nieuwe vormen van samenleven ontstaan uit complexiteit. Een racist kan ook een feminist zijn. Het valt allemaal samen binnen één persoonlijkheid.
Om culturele studies met succes te beoefenen zijn drie drijfveren vereist, zegt Grossberg: "Passie is belangrijk voor iedere intellectueel denker. De wereld veranderen, zoals jij het voor je ziet. Wanhoop is ook van belang. Je ten einde raad afvragen, hoe het nu verder moet en met oplossingen komen. En ten slotte nederigheid. Je bewust te zijn, dat je een arrogante persoon bent en bescheiden dient te zijn. Je altijd te beseffen, dat je ongelijk kunt hebben. Ik moet het hebben van mensen die met me meedenken. Anderen kunnen me overtuigen van hun gelijk."
Lawrence Grossberg is getrouwd met de schrijfster Barbara Claypool White. Voordat zij aan een nieuw boek begint, denkt ze eindeloos na over de hoofdpersonen en de situatie, waarin zij zich bevinden. Ook Grossberg typeert zichzelf als een persoon, die voortdurend op zoek is naar het achtergrondverhaal.
Het einde der tijden is vaak aangekondigd, maar volgens Grossberg is er geen reden voor paniek. De omstandigheden veranderen voortdurend, zoals de toenemende macht van het bedrijfsleven, de cultuurindustrie en het onderwijssysteem. Hij gelooft in een dialectische  strijd. Ook al lijkt de chaos compleet en hebben de patiënten de leiding van de psychiatrische kliniek (en de wereld) overgenomen. Met als gevolg fundamentalisme en cynisme. Grossberg hoort, tot zijn ontzetting, van veel jongeren dat er geen toekomst is. Hij bestrijdt dit, want ook al is het lastig, mensen zijn niet gek en leven hun leven. De belangrijkste vraag is en blijft: "Wat is er toch aan de hand?"  Al meer dan zestig jaar probeert hij met culturele studies een antwoord te geven en de wereld een beetje beter te maken.